# Moš
Moš tudi Moša (italijansko Mossa)  je naselje in občina v italijanski deželi Furlanija - Julijska krajina.

## Geografija
Občina Moša leži v Goriški pokrajini na italijanski strani Goriških brd v bližini meje s Slovenijo. Občina zajema zaselke na južnih obronkih vinorodnih Brd. V njej se poleg Moša nahajajo še zaselka Blankiž in Valisella. Občina Moš meji na občine Koprivno, Fara, Gorica, Števerjan in Šlovrenc ob Soči.
V občini je razvito vinogradništvo, gostinstvo ter turizem. Pri Moši leži tudi graščina in posestvo Codelli, ki je v lasti goriške veje družine Codelli.